# 24 Heures du Mans 1960
Navigation
Édition précédente Édition suivante
Les 24 Heures du Mans 1960 sont la 28e édition de l'épreuve et se déroulent les 25 et 26 juin 1960 sur le circuit de la Sarthe. Cette course est la cinquième manche du Championnat du monde des voitures de sport 1960 (WSC - World Sportscar Championship).

## Nombre de pilotes qualifiés pour la course
110 pilotes se relaieront au cours de ces vingt-huitièmes 24 Heures du Mans.
| 28 Français | 26 Britanniques | 25 Américains | 8 Italiens | 7 Belges      |
| 5 Allemands | 5 Suisses       | 2 Mexicains   | 1 Marocain | 1 Néerlandais |
| 1 Portugais | 1 Suédois       |               |            |               |

## Classement final de la course

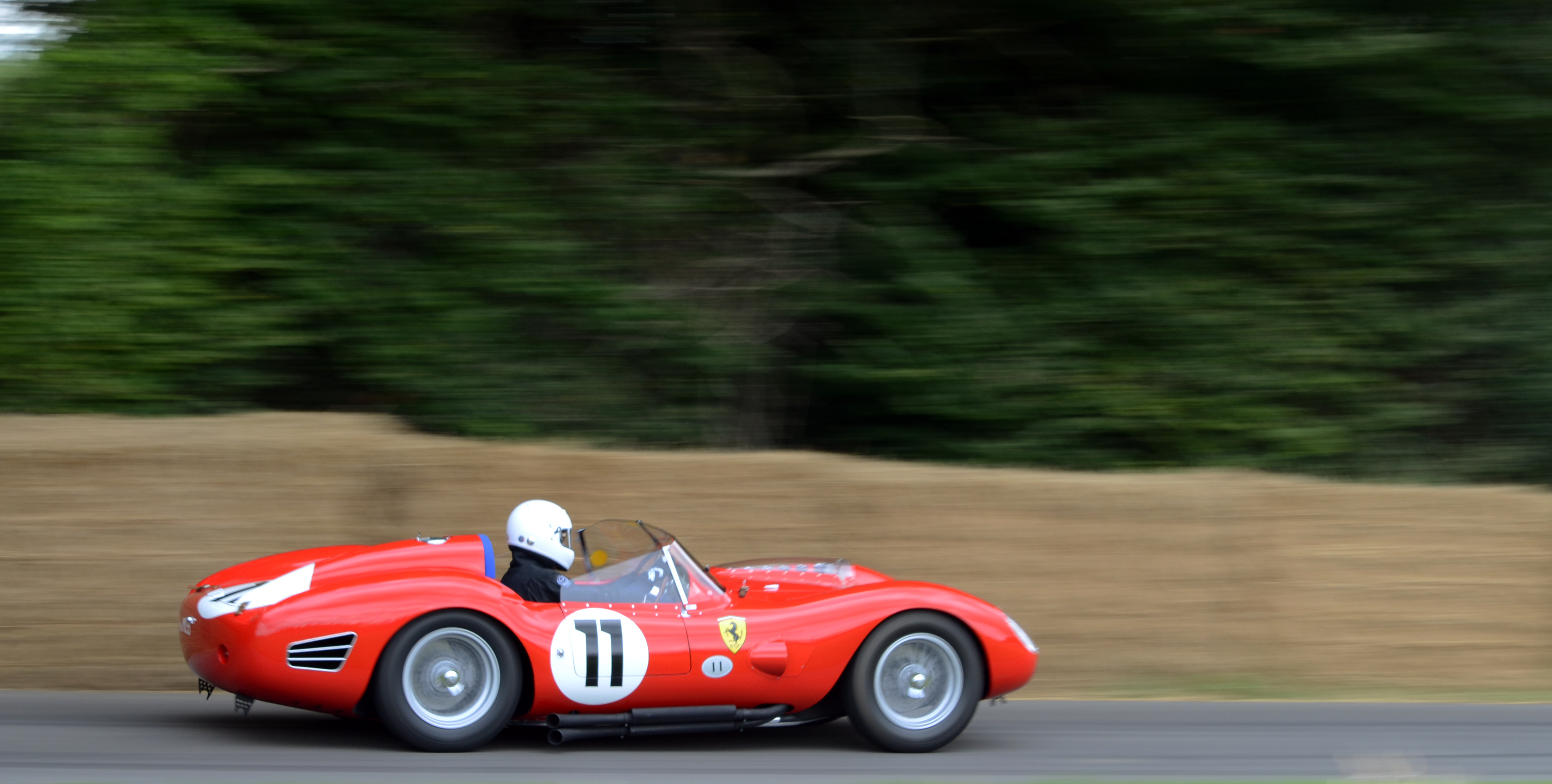
La Ferrari 250 TR59/60 victorieuse de l'édition 1960 (présentée ici à Goodwood en 2017).

| Pos.  | Catégorie | no | Écurie                            | Pilotes                                     | Châssis                              | Moteur                  | Pneus | Tours |
| ----- | --------- | -- | --------------------------------- | ------------------------------------------- | ------------------------------------ | ----------------------- | ----- | ----- |
| 1     | S 3.0     | 11 | Scuderia Ferrari SpA              | Paul Frère Olivier Gendebien                | Ferrari 250 TR59/60                  | Ferrari 3.0L V12        | D     | 314   |
| 2     | S 2.0     | 17 | North American Racing Team (NART) | Ricardo Rodríguez André Pilette             | Ferrari 250 TR59                     | Ferrari 3.0L V12        | D     | 310   |
| 3     | S 3.0     | 7  | Border Reivers                    | Roy Salvadori Jim Clark                     | Aston Martin DBR1/300                | Aston Martin 3.0L I6    | D     | 306   |
| 4     | GT 3.0    | 16 | Fernand Tavano                    | Fernand Tavano Pierre Dumay                 | Ferrari 250 GT SWB                   | Ferrari 3.0L V12        | D     | 302   |
| 5     | GT 3.0    | 18 | North American Racing Team (NART) | George Arents Alan Connell Jr.              | Ferrari 250 GT SWB                   | Ferrari 3.0L V12        | D     | 300   |
| 6     | GT 3.0    | 22 | Écurie Francorchamps              | Léon Dernier Pierre Noblet                  | Ferrari 250 GT SWB                   | Ferrari 3.0L V12        | D     | 300   |
| 7     | GT 3.0    | 19 | North American Racing Team (NART) | Ed Hugus Augie Pabst                        | Ferrari 250 GT SWB                   | Ferrari 3.0L V12        | D     | 299   |
| 8     | GT 5.0    | 3  | Briggs S. Cunningham              | John Fitch Bob Grossman                     | Chevrolet Corvette C1                | Chevrolet 4.6L V8       | F     | 281   |
| 9     | S 3.0     | 8  | Major Ian B. Baillie              | Ian B. Baillie Jack Fairman                 | Aston Martin DBR1/300                | Aston Martin 3.0L I6    | D     | 281   |
| 10    | GT 1.6    | 35 | Porsche KG                        | Herbert Linge Heini Walter                  | Porsche 356B Abarth GTL              | Porsche 1.6L Flat-4     | D     | 269   |
| 11    | S 1.6     | 39 | Porsche KG                        | Edgar Barth Wolfgang Seidel                 | Porsche 718 RS                       | Porsche 1.5L Flat-4     | D     | 264   |
| 12    | S 2.0     | 32 | Ted Lund                          | Ted Lund Colin Escott                       | MG A Twin Cam                        | MG 1.8L I4              | D     | 262   |
| 13    | GT 1.3    | 44 | Roger Masson                      | Roger Masson (de) Claude Laurent            | Lotus Elite Mk14                     | Coventry Climax 1.2L I4 | D     | 261   |
| 14    | GT 1.3    | 41 | Team Lotus                        | John Wagstaff Tony Marsh                    | Lotus Elite Mk14                     | Coventry Climax 1.2L I4 | D     | 257   |
| 15    | S 850     | 48 | Automobiles Deutsch et Bonnet     | Paul Armagnac Gérard Laureau (de)           | DB HBR4                              | Panhard 0.7L Flat-2     | M     | 253   |
| 16    | S 1.0     | 46 | Donald Healey Motor Company       | John Dalton John K. Colgate Jr.             | Austin-Healey Sprite Sebring         | BMC 1.0L I4             | D     | 246   |
| 17    | S 1.0     | 47 | Automobiles Deutsch et Bonnet     | Pierre Lelong (de) Maurice van der Bruwaene | DB HBR5                              | Panhard 0.9L Flat-2     | M     | 244   |
| 18    | S 850     | 54 | Ed Hugus                          | John Bentley John S. Gordon                 | O.S.C.A. Sport 750                   | O.S.C.A. 0.7L I4        | P     | 237   |
| 19    | S 1.0     | 56 | Automobiles Deutsch et Bonnet     | Robert Bourharde Jean-François Jaeger       | DB HBR5 Coupé                        | Panhard 0.9L Flat-2     | M     | 228   |
| 20    | S 1.0     | 52 | Automobiles Deutsch et Bonnet     | René Bartholoni Bernard de Saint Auban      | DB HBR4 Coupé                        | Panhard 0.9L Flat-2     | M     | 223   |
| N. c. | GT 5.0    | 4  | Camoradi USA                      | Leon Lilley Fred Gamble                     | Chevrolet Corvette C1                | Chevrolet 4.6L V8       | G     | 275   |
| N. c. | S 2.0     | 28 | Standard Triumph                  | Keith Ballisat Marcel Becquart              | Triumph TR4S                         | Triumph 2.0L I4         | D     | 256   |
| N. c. | S 2.0     | 59 | Standard Triumph                  | Les Leston Mike Rotschild                   | Triumph TR4S                         | Triumph 2.0L I4         | D     | 252   |
| N. c. | S 2.0     | 29 | Standard Triumph                  | Peter Bolton (de) Ninian Sanderson          | Triumph TR4S                         | Triumph 2.0L I4         | D     | 249   |
| N. c. | GT 2.0    | 30 | Écurie Laussannoise               | André Wicky Georges Gachnang                | AC Ace                               | Bristol 2.0L I6         | D     | 239   |
| Abd.  | GT 3.0    | 20 | North American Racing Team (NART) | Jo Schlesser William Sturgis                | Ferrari 250 GT SWB California        | Ferrari 3.0L V12        | D     | 258   |
| Abd.  | GT 3.0    | 15 | A.G. Whitehead                    | Graham Whitehead Henry Taylor               | Ferrari 250 GT SWB                   | Ferrari 3.0L V12        | D     | 258   |
| Abd.  | GT 5.0    | 2  | Briggs S. Cunningham              | Dick Thompson Fred Windridge                | Chevrolet Corvette C1                | Chevrolet 4.6L V8       | F     | 207   |
| Abd.  | S 3.0     | 10 | Scuderia Ferrari SpA              | Willy Mairesse Richie Ginther               | Ferrari 250 TR/60                    | Ferrari 3.0L V12        | D     | 204   |
| Abd.  | S 2.0     | 33 | Porsche KG                        | Jo Bonnier Graham Hill                      | Porsche 718/4 RS                     | Porsche 1.6L Flat-4     | D     | 191   |
| Abd.  | S 1.6     | 38 | Baron Carel Godin de Beaufort     | Carel Godin de Beaufort Richard Stoop       | Porsche 718/4 RS                     | Porsche 1.6L Flat-4     | C     | 180   |
| Abd.  | S 850     | 50 | Abarth & Cie                      | Paul Condriller Jean Guichet                | Fiat-Abarth 850S Bialbero            | Fiat 0.8L I4            | M     | 174   |
| Abd.  | GT 1.3    | 43 | Sir Gawaine Baillie               | Mike Parkes Sir Gawaine Baillie             | Lotus Elite Mk14                     | Coventry Climax 1.2L I4 | D     | 169   |
| Abd.  | S 3.0     | 5  | Ecurie Ecosse                     | Ron Flockhart Bruce Halford                 | Jaguar D-Type                        | Jaguar 3.0L I6          | D     | 168   |
| Abd.  | GT 1.3    | 42 | Team Lotus                        | David Buxton William E.J. Allen             | Lotus Elite Mk14                     | Coventry Climax 1.2L I4 | D     | 157   |
| Abd.  | S 1.15    | 45 | Lola Cars Ltd. Charles Vögele     | Charles Vögele Peter Ashdown                | Lola Mk.1                            | Coventry Climax 1.1L I4 | D     | 148   |
| Abd.  | GT 2.0    | 57 | Jean Rambaux                      | Jean Rambaux Pierre Boutin                  | AC Ace                               | Bristol 2.0L I6         | D     | 130   |
| Abd.  | S 850     | 55 | Automobili Stanguellini           | Raymond Quilico Carlos Manuel Reis          | Stanguellini 740 Bialbero            | Fiat 0.7L I4            | D     | 103   |
| Abd.  | S 1.15    | 40 | Squadra Vigilio Conrero           | Bernard Consten Francesco de Leonibus       | Alfa Romeo Giulietta SV Conrero 1150 | Alfa Romeo 1.1L I4      | D     | 96    |
| Abd.  | S 3.0     | 25 | Camoradi USA                      | Lloyd Casner Jim Jeffords                   | Maserati Tipo 61 "Birdcage"          | Maserati 2.9L I4        | G     | 95    |
| Abd.  | S 1.6     | 36 | Jean Kerguen                      | Jean Kerguen Robert La Caze                 | Porsche 718/4 RS                     | Porsche 1.6L Flat-4     | D     | 92    |
| Abd.  | GT 3.0    | 23 | J.C. Sears / BMC                  | Jack Sears Peter Riley                      | Austin-Healey 3000                   | BMC 2.9L I6             | D     | 89    |
| Abd.  | S 3.0     | 6  | Briggs S. Cunningham              | Dan Gurney Walt Hansgen                     | Jaguar E2A                           | Jaguar 3.0L I6          | D     | 89    |
| Abd.  | S 850     | 49 | Abarth & Cie                      | Jacques Féret Tony Spychiger                | Fiat-Abarth 850S Bialbero            | Fiat 0.8L I4            | M     | 86    |
| Abd.  | S 3.0     | 24 | Camoradi USA                      | Chuck Daigh Masten Gregory                  | Maserati Tipo 61 Birdcage            | Maserati 2.9L I4        | G     | 82    |
| Abd.  | S 850     | 53 | Automobiles O.S.C.A.              | Jean Laroche André Simon                    | O.S.C.A. Sport 750                   | O.S.C.A. 0.7L I4        | D     | 66    |
| Abd.  | GT 1.3    | 63 | Giorgio Ubezzi                    | Giorgio Ubezzi José Rosinski                | Alfa Romeo Giulietta SZ              | Alfa Romeo 1.3L I4      | P     | 61    |
| Abd.  | S 2.0     | 34 | Porsche KG                        | Maurice Trintignant Hans Herrmann           | Porsche 718/4                        | Porsche 1.6L Flat-4     | D     | 57    |
| Abd.  | GT 5.0    | 1  | Briggs S. Cunningham              | Briggs Cunningham William Kimberley         | Chevrolet Corvette C1                | Chevrolet 4.6L V8       | F     | 38    |
| Abd.  | S 850     | 60 | Abarth & Cie                      | Giancarlo Rigamonti Remo Cattini            | Fiat-Abarth 700S                     | Fiat 0.7L I4            | M     | 31    |
| Abd.  | S 850     | 51 | Automobiles Deutsch et Bonnet     | Jean-Claude Vidilles Jean Vinatier          | DB HBR4                              | Panhard 0.7L Flat-2     | M     | 30    |
| Abd.  | GT 3.0    | 21 | Équipe Nationale Belge            | Jean Blaton Lucien Bianchi                  | Ferrari 250 GT SWB                   | Ferrari 3.0L V12        | D     | 29    |
| Abd.  | S 3.0     | 26 | Camoradi USA                      | Giorgio Scarlatti Gino Munaron              | Maserati Tipo 61 Longtail            | Maserati 2.9L I4        | G     | 22    |
| Abd.  | S 3.0     | 12 | Scuderia Ferrari SpA              | Ludovico Scarfiotti Pedro Rodríguez         | Ferrari 250 TRI/60                   | Ferrari 3.0L V12        | D     | 22    |
| Abd.  | S 3.0     | 9  | Scuderia Ferrari SpA              | Wolfgang von Trips Phil Hill                | Ferrari 250 TR59/60                  | Ferrari 3.0L V12        | D     | 22    |

Détail :
- La no 4 Chevrolet Corvette, la no 28 Triumph TR4, la no 59 Triumph TR4, la no 29 Triumph TR4 et la no 30 A.C. Ace n'ont pas été classées pour distance parcourue insuffisante (moins de 70 % de la distance parcourue par le 1er de l'épreuve).

Note :
- Dans la colonne Pneus[1] apparaît l'initiale du fournisseur, il suffit de placer le pointeur au-dessus du modèle pour connaître le manufacturier de pneumatiques.

## Record du tour
- Meilleur tour en course :  Masten Gregory (no 24, Maserati Tipo 61, Camoradi USA Racing Team) en 4 min 4 s 0 (198,605 km/h)

## Prix et trophées
- Victoire au classement à l'indice de rendement énergétique :  Team Lotus (no 41, Lotus Elite)
- Victoire au classement à l'indice de performance :  Automobiles Deutsch et Bonnet (no 48, D.B. HBR4)
- 26e Coupe Biennale :  Automobiles Deutsch et Bonnet (no 48, D.B. HBR4)

## Heures en tête
| n° | Voiture          | Écurie           | Pilotes                      | Heures   | Total     |
| -- | ---------------- | ---------------- | ---------------------------- | -------- | --------- |
| 24 | Maserati Tipo 61 | Camoradi         | Chuck Daigh Masten Gregory   | 1re      | 1 heure   |
| 11 | Ferrari TR60     | Scuderia Ferrari | Paul Frère Olivier Gendebien | 2e à 24e | 23 heures |

## À noter
- Longueur du circuit : 13,461 km
- Distance parcourue : 4 217,527 km
- Vitesse moyenne : 175,730 km/h
- Écart avec le 2e : 53,861 km